# El sombrero de paja de Florencia
El sombrero de paja de Florencia (título original en italiano, Il cappello di paglia di Firenze) es una ópera con música de Nino Rota, sobre libreto del compositor y de su madre Ernesta Rinaldi, basado en la obra Un chapeau de paille d'Italie de Eugène Labiche y Marc Michel. La ópera, escrita en el año 1945, no se escenificó hasta el año 1955. Se estrenó en el Teatro Massimo de Palermo el 21 de abril de 1955. 
Es una ópera poco representada en la actualidad; en las estadísticas de Operabase aparece con sólo siete representaciones en el período 2005-2010, siendo la más representada de Rota.

## Grabaciones
- 1975: Nino Rota, Orchestra Sinfonica di Roma, Coro Sinfonica di Roma. Ugo Benelli (Fadinard), Alfredo Mariotti (Nonancourt), Mario Basiola (Beaupertuis), Mario Carlin (Tío Vézinet), Giorgio Zancanaro (Emilio), Pier Francesco Poli (Felice), Sergio Tedesco (Achille di Rosalba), Angelo Mercuriali (Guardia), Enrico Campi (Corporal), Daniela Mazzuccato-Meneghini (Elena), Edith Martelli (Anaide y Minardi), Viorica Cortez (Baronesa de Champigny). RCA RL 31153 (2 LP).